# Rome Masters
Rome Masters, italienska internationella tennismästerskap. Årlig tennisturnering i Rom på herrarnas  ATP-tour (Masters 1000, sponsorbeteckning Internazionali BNL d'Italia) och damernas  WTA-tour (WTA Premier Tournaments, International BNL d'Italia). Spelas under april-maj utomhus på grusbana.

## Turneringen
Rome Masters hölls första gången 1930 i Milano. I herrklassen segrade den amerikanske tennisspelaren Bill Tilden i såväl singel-som dubbelklassen. Damklassen vanns av den i Rom födda spanjorskan Lili de Alvarez. År 1935 flyttades turneringen för gott till Rom. Efter ett längre uppehåll perioden 1936-49, återupptogs turneringen 1950 och har spelats sedan dess. 
Tävlingen anses av många vara den förnämsta tennisturneringen på grusbana efter Grand Slam-turneringen Franska öppna och har genom åren samlat de flesta bland tenniseliten. Sedan 1969 är tävlingen "öppen", det vill säga såväl professionella spelare som amatörer är välkomna.

## Resultat

### Herrsingel
| År      | Mästare             | finalist               | Resultat                         |
| ------- | ------------------- | ---------------------- | -------------------------------- |
| 2020    | Novak Djokovic      | Diego Schwartzman      | 7–5, 6–3                         |
| 2019    | Rafael Nadal        | Novak Djokovic         | 6–0, 4–6, 6–1                    |
| 2018    | Rafael Nadal        | Alexander Zverev       | 6–1, 1–6, 6–3                    |
| 2017    | Alexander Zverev    | Novak Djokovic         | 6–4, 6–3                         |
| 2016    | Andy Murray         | Novak Djokovic         | 6–3, 6–3                         |
| 2015    | Novak Djokovic      | Roger Federer          | 6–4, 6–3                         |
| 2014    | Novak Djokovic      | Rafael Nadal           | 4–6, 6–3, 6–3                    |
| 2013    | Rafael Nadal        | Roger Federer          | 6–1, 6–3                         |
| 2012    | Rafael Nadal        | Novak Đoković          | 7–5, 6–3                         |
| 2011    | Novak Đoković       | Rafael Nadal           | 6-4, 6–4                         |
| 2010    | Rafael Nadal        | David Ferrer           | 7–5, 6–2                         |
| 2009    | Rafael Nadal        | Novak Đoković          | 7–6(2), 6–2                      |
| 2008    | Novak Đoković       | Stanislas Wawrinka     | 4–6, 6–3, 6–3                    |
| 2007    | Rafael Nadal        | Fernando González      | 6–2, 6–2                         |
| 2006    | Rafael Nadal        | Roger Federer          | 6–7(0), 7–6(5), 6–4, 2–6, 7–6(5) |
| 2005    | Rafael Nadal        | Guillermo Coria        | 6–4, 3–6, 6–3, 4–6, 7–6(6)       |
| 2004    | Carlos Moyà         | David Nalbandian       | 6–3, 6–3, 6–1                    |
| 2003    | Félix Mantilla      | Roger Federer          | 7–5, 6–2, 7–6(8)                 |
| 2002    | Andre Agassi        | Tommy Haas             | 6–3, 6–3, 6–0                    |
| 2001    | Juan Carlos Ferrero | Gustavo Kuerten        | 3–6, 6–1, 2–6, 6–4, 6–2          |
| 2000    | Magnus Norman       | Gustavo Kuerten        | 6–3, 4–6, 6–4, 6–4               |
| 1999    | Gustavo Kuerten     | Patrick Rafter         | 6–4, 7–5, 7–6(6)                 |
| 1998    | Marcelo Ríos        | Albert Costa           | walkover (skada)                 |
| 1997    | Àlex Corretja       | Marcelo Ríos           | 7–5, 7–5, 6–3                    |
| 1996    | Thomas Muster       | Richard Krajicek       | 6–2, 6–4, 3–6, 6–3               |
| 1995    | Thomas Muster       | Sergi Bruguera         | 3–6, 7–6(5), 6–2, 6–3            |
| 1994    | Pete Sampras        | Boris Becker           | 6–1, 6–2, 6–2                    |
| 1993    | Jim Courier         | Goran Ivanišević       | 6–1, 6–2, 6–2                    |
| 1992    | Jim Courier         | Carlos Costa           | 7–6, 6–0, 6–4                    |
| 1991    | Emilio Sánchez      | Alberto Mancini        | 6–3, 6–1, 3–0 (uppgivet)         |
| 1990    | Thomas Muster       | Andrei Tjesnokov       | 6–1, 6–3, 6–1                    |
| 1989    | Alberto Mancini     | Andre Agassi           | 6–3, 4–6, 2–6, 7–6, 6–1          |
| 1988    | Ivan Lendl          | Guillermo Pérez-Roldán | 2–6, 6–4, 6–2, 4–6, 6–4          |
| 1987    | Mats Wilander       | Martín Jaite           | 6–3, 6–4, 6–4                    |
| 1986    | Ivan Lendl          | Emilio Sánchez         | 7–5, 4–6, 6–1, 6–1               |
| 1985    | Yannick Noah        | Miloslav Mečíř         | 6–3, 3–6, 6–2, 7–6               |
| 1984    | Andrés Gómez        | Aaron Krickstein       | 2–6, 6–1, 6–2, 6–2               |
| 1983    | Jimmy Arias         | José Higueras          | 6–2, 6–7, 6–1, 6–4               |
| 1982    | Andrés Gómez        | Eliot Teltscher        | 6–2, 6–3, 6–2                    |
| 1981    | José-Luis Clerc     | Víctor Pecci           | 6–3, 6–4, 6–0                    |
| 1980    | Guillermo Vilas     | Yannick Noah           | 6–0, 6–4, 6–4                    |
| 1979    | Vitas Gerulaitis    | Guillermo Vilas        | 6–7, 7–6, 6–7, 6–4, 6–2          |
| 1978    | Björn Borg          | Adriano Panatta        | 1–6, 6–3, 6–1, 4–6, 6–3          |
| 1977    | Vitas Gerulaitis    | Antonio Zugarelli      | 6–2, 7–6, 3–6, 7–6               |
| 1976    | Adriano Panatta     | Guillermo Vilas        | 2–6, 7–6, 6–2, 7–6               |
| 1975    | Raúl Ramírez        | Manuel Orantes         | 7–6, 7–5, 7–5                    |
| 1974    | Björn Borg          | Ilie Năstase           | 6–3, 6–4, 6–2                    |
| 1973    | Ilie Năstase        | Manuel Orantes         | 6–1, 6–1, 6–1                    |
| 1972    | Manuel Orantes      | Jan Kodeš              | 4–6, 6–1, 7–5, 6–2               |
| 1971    | Rod Laver           | Jan Kodeš              | 7–5, 6–3, 6–3                    |
| 1970    | Ilie Năstase        | Jan Kodeš              | 6–3, 1–6, 6–3, 8–6               |
| 1969    | John Newcombe       | Tony Roche             | 6–3, 4–6, 6–2, 5–7, 6–3          |
| 1968    | Tom Okker           | Bob Hewitt             | 10–8, 6–8, 6–1, 1–6, 6–0         |
| 1967    | Marty Mulligan      | Tony Roche             | 6–3, 0–6, 6–4, 6–1               |
| 1966    | Tony Roche          | Nicola Pietrangeli     | 11–9, 6–1, 6–3                   |
| 1965    | Marty Mulligan      | Manuel Santana         | 1–6, 6–4, 6–3, 6–1               |
| 1964    | Jan-Erik Lundquist  | Fred Stolle            | 1–6, 7–5, 6–3, 6–1               |
| 1963    | Marty Mulligan      | Boro Jovanović         | 6–2, 4–6, 6–3, 8–6               |
| 1962    | Rod Laver           | Roy Emerson            | 6–2, 1–6, 3–6, 6–3, 6–1          |
| 1961    | Nicola Pietrangeli  | Rod Laver              | 6–8, 6–1, 6–1, 6–2               |
| 1960    | Barry MacKay        | Luis Ayala             | 7–5, 7–5, 0–6, 0–6, 6–1          |
| 1959    | Luis Ayala          | Neale Fraser           | 6–3, 3–6, 6–3, 6–3               |
| 1958    | Mervyn Rose         | Nicola Pietrangeli     | 5–7, 8–6, 6–4, 1–6, 6–2          |
| 1957    | Nicola Pietrangeli  | Giuseppe Merlo         | 8–6, 6–2, 6–4                    |
| 1956    | Lew Hoad            | Sven Davidson          | 7–5, 6–2, 6–0                    |
| 1955    | Fausto Gardini      | Giuseppe Merlo         | 1–6, 6–1, 3–6, 6–6 (uppgivet)    |
| 1954    | Budge Patty         | Enrique Morea          | 11–9, 6–4, 6–4                   |
| 1953    | Jaroslav Drobný     | Lew Hoad               | 6–2, 6–1, 6–2                    |
| 1952    | Frank Sedgman       | Jaroslav Drobný        | 7–5, 6–3, 1–6, 6–4               |
| 1951    | Jaroslav Drobný     | Gianni Cucelli         | 6–1, 10–8, 6–0                   |
| 1950    | Jaroslav Drobný     | William Talbert        | 6–4, 6–3, 7–9, 6–2               |
| 1936–49 | spelades inte       | spelades inte          | spelades inte                    |
| 1935    | Wilmer Hines        | Giovanni Palmieri      | 6–3, 10–8, 9–7                   |
| 1934    | Giovanni Palmieri   | Giorgio de' Stefani    | 6–3, 6–0, 7–5                    |
| 1933    | Emanuele Sartorio   | Martin Legeay          | 6–3, 6–1, 6–3                    |
| 1932    | André Merlin        | George Hughes          | 6–1, 5–7, 6–0, 8–6               |
| 1931    | George Hughes       | Henri Cochet           | 6–4, 6–3, 6–2                    |
| 1930    | Bill Tilden         | Umberto De Morpurgo    | 6–1, 6–1, 6–2                    |

### Damsingel
| År      | Mästare                     | Finalist                | Resultat            |
| ------- | --------------------------- | ----------------------- | ------------------- |
| 2020    | Simona Halep                | Karolína Plíšková       | 6–0, 2–1, uppgivet. |
| 2019    | Karolína Plíšková           | Johanna Konta           | 6–3, 6–4            |
| 2018    | Elina Svitolina             | Simona Halep            | 6–0, 6–4            |
| 2017    | Elina Svitolina             | Simona Halep            | 4–6, 7–5, 6–1       |
| 2016    | Serena Williams             | Madison Keys            | 7–6(7–5), 6–3       |
| 2015    | Maria Sharapova             | Carla Suárez Navarro    | 4–6, 7–5, 6–1       |
| 2014    | Serena Williams             | Sara Errani             | 6–3, 6–0            |
| 2013    | Serena Williams             | Viktoryja Azaranka      | 6–1, 6–3            |
| 2012    | Maria Sharapova             | Li Na                   | 4–6, 6–4, 7–6(7–5)  |
| 2011    | Maria Sharapova             | Samantha Stosur         | 6–2, 6–4            |
| 2010    | María José Martínez Sánchez | Jelena Janković         | 7–6(7–5), 7–5       |
| 2009    | Dinara Safina               | Svetlana Kuznetsova     | 6–3, 6–2            |
| 2008    | Jelena Janković             | Alizé Cornet            | 6–2, 6–2            |
| 2007    | Jelena Janković             | Svetlana Kuznetsova     | 7–5, 6–1            |
| 2006    | Martina Hingis              | Dinara Safina           | 6–2, 7–5            |
| 2005    | Amélie Mauresmo             | Patty Schnyder          | 2–6, 6–3, 6–4       |
| 2004    | Amélie Mauresmo             | Jennifer Capriati       | 3–6, 6–3, 7–6(6)    |
| 2003    | Kim Clijsters               | Amélie Mauresmo         | 3–6, 7–6(3), 6–0    |
| 2002    | Serena Williams             | Justine Henin           | 7–6(6), 6–4         |
| 2001    | Jelena Dokić                | Amélie Mauresmo         | 7–6(3), 6–1         |
| 2000    | Monica Seles                | Amélie Mauresmo         | 6–2, 7–6(4)         |
| 1999    | Venus Williams              | Mary Pierce             | 6–4, 6–2            |
| 1998    | Martina Hingis              | Venus Williams          | 6–3, 2–6, 6–3       |
| 1997    | Mary Pierce                 | Conchita Martínez       | 6–4, 6–0            |
| 1996    | Conchita Martínez           | Martina Hingis          | 6–2, 6–3            |
| 1995    | Conchita Martínez           | Arantxa Sánchez Vicario | 6–3, 6–1            |
| 1994    | Conchita Martínez           | Martina Navrátilová     | 7–6(5), 6–4         |
| 1993    | Conchita Martínez           | Gabriela Sabatini       | 7–5, 6–1            |
| 1992    | Gabriela Sabatini           | Monica Seles            | 7–5, 6–4            |
| 1991    | Gabriela Sabatini           | Monica Seles            | 6–3, 6–2            |
| 1990    | Monica Seles                | Martina Navrátilová     | 6–1, 6–1            |
| 1989    | Gabriela Sabatini           | Arantxa Sánchez         | 6–2, 5–7, 6–4       |
| 1988    | Gabriela Sabatini           | Helen Kelesi            | 6–1, 6–7(4), 6–1    |
| 1987    | Steffi Graf                 | Gabriela Sabatini       | 7–5, 4–6, 6–0       |
| 1986    | spelades inte               | spelades inte           | spelades inte       |
| 1985    | Raffaella Reggi             | Vicki Nelson-Dunbar     | 6–4, 6–4            |
| 1984    | Manuela Maleeva             | Chris Evert-Lloyd       | 6–3, 6–3            |
| 1983    | Andrea Temesvari            | Bonnie Gadusek          | 6–1, 6–0            |
| 1982    | Chris Evert-Lloyd           | Hana Mandlíková         | 6–0, 6–2            |
| 1981    | Chris Evert-Lloyd           | Virginia Ruzici         | 6–1, 6–2            |
| 1980    | Chris Evert-Lloyd           | Virginia Ruzici         | 5–7, 6–2, 6–2       |
| 1979    | Tracy Austin                | Sylvia Hanika           | 6–4, 1–6, 6–3       |
| 1978    | Regina Maršíková            | Virginia Ruzici         | 7–5, 7–5            |
| 1977    | Janet Newberry              | Renáta Tomanová         | 6–3, 7–6            |
| 1976    | Mima Jaušovec               | Lesley Hunt             | 6–1, 6–3            |
| 1975    | Chris Evert                 | Martina Navrátilová     | 6–1, 6–0            |
| 1974    | Chris Evert                 | Martina Navrátilová     | 6–3, 6–3            |
| 1973    | Evonne Goolagong            | Chris Evert             | 7–6, 6–0            |
| 1972    | Linda Tuero                 | Olga Morozova           | 6–4, 6–3            |
| 1971    | Virginia Wade               | Helga Niessen-Masthoff  | 6–4, 6–4            |
| 1970    | Billie Jean King            | Julie Heldman           | 6–1, 6–3            |
| 1969    | Julie Heldman               | Kerry Melville          | 7–5, 6–3            |
| 1968    | Lesley Turner-Bowrey        | Margaret Court          | 2–6, 6–2, 6–3       |
| 1967    | Lesley Turner               | Maria Bueno             | 6–3, 6–3            |
| 1966    | Ann Haydon-Jones            | Annette Van Zyl         | 8–6, 6–1            |
| 1965    | Maria Bueno                 | Nancy Richey            | 6–1, 1–6, 6–3       |
| 1964    | Margaret Smith              | Lesley Turner           | 6–1, 6–1            |
| 1963    | Margaret Smith              | Lesley Turner           | 6–3, 6–4            |
| 1962    | Margaret Smith              | Maria Bueno             | 8–6, 5–7, 6–4       |
| 1961    | Maria Bueno                 | Lesley Turner           | 6–4, 6–4            |
| 1960    | Zsuzsi Kormoczy             | Ann Haydon              | 6–4, 4–6, 6-1       |
| 1959    | Christine Truman            | Sandra Reynolds         | 6–0, 6–1            |
| 1958    | Maria Bueno                 | Lorraine Coghlan        | 3–6, 6–3, 6–3       |
| 1957    | Shirley Bloomer             | Dorothy Head-Knode      | 1–6, 9–7, 6–2       |
| 1956    | Althea Gibson               | Zsuzsa Körmöczy         | 6–3, 7–5            |
| 1955    | Patricia Ward               | Erika Vollmer           | 6–4, 6–3            |
| 1954    | Maureen Connolly            | Patricia Ward           | 6–3, 6–0            |
| 1953    | Doris Hart                  | Maureen Connolly        | 4–6, 9–7, 6–3       |
| 1952    | Susan Partridge             | Pat Harrison            | 6–3, 7–5            |
| 1951    | Doris Hart                  | Shirley Fry             | 6–3, 8–6            |
| 1950    | Annelies Ullstein-Bossi     | Joan Curry              | 6–4, 6–4            |
| 1936–49 | spelades inte               | spelades inte           | spelades inte       |
| 1935    | Hilde Krahwinkel-Sperling   | Lucia Valerio           | 6–4, 6–1            |
| 1934    | Helen Jacobs                | Lucia Valerio           | 6–3, 6–0            |
| 1933    | Elizabeth Ryan              | Ida Adamoff             | 6–1, 6–1            |
| 1932    | Ida Adamoff                 | Lucia Valerio           | 6–4, 7–5            |
| 1931    | Lucia Valerio               | Dorothy Andrus          | 2–6, 6–2, 6–2       |
| 1930    | Lilí de Álvarez             | Lucia Valerio           | 3–6, 8–6, 6–0       |

### Herrdubbel
Sedan 1970:
| År   | Mästare                              | Finalister                           | Resultat                           |
| ---- | ------------------------------------ | ------------------------------------ | ---------------------------------- |
| 2020 | Marcel Granollers Horacio Zeballos   | Jérémy Chardy Fabrice Martin         | 6–4, 5–7, [10–8]                   |
| 2019 | Juan Sebastián Cabal Robert Farah    | Raven Klaasen Michael Venus          | 6–1, 6–3                           |
| 2018 | Juan Sebastián Cabal Robert Farah    | Pablo Carreño Busta João Sousa       | 3–6, 6–4, [10–4]                   |
| 2017 | Pierre-Hugues Herbert Nicolas Mahut  | Ivan Dodig Marcel Granollers         | 4–6, 6–4, [10–3]                   |
| 2016 | Bob Bryan Mike Bryan                 | Vasek Pospisil Jack Sock             | 2–6, 6–3, [10–7]                   |
| 2015 | Pablo Cuevas David Marrero           | Marcel Granollers Marc López         | 6–4, 7–5                           |
| 2014 | Daniel Nestor Nenad Zimonjić         | Robin Haase Feliciano López          | 6–4, 7–6(7–2)                      |
| 2013 | Bob Bryan Mike Bryan                 | Mahesh Bhupathi Rohan Bopanna        | 6–2, 6–3                           |
| 2012 | Marcel Granollers Marc López         | Łukasz Kubot Janko Tipsarević        | 6–3, 6–2                           |
| 2011 | John Isner Sam Querrey               | Mardy Fish Andy Roddick              | w/o                                |
| 2010 | Bob Bryan Mike Bryan                 | John Isner Sam Querrey               | 6–2, 6–3                           |
| 2009 | Daniel Nestor Nenad Zimonjić         | Bob Bryan Mike Bryan                 | 7–6(7–5), 6–3                      |
| 2008 | Bob Bryan / Mike Bryan               | Daniel Nestor / Nenad Zimonjić       | 3–6, 6–4, 10–8                     |
| 2007 | Fabrice Santoro / Nenad Zimonjić     | Bob Bryan / Mike Bryan               | 6–4, 6–7(4), 10–7                  |
| 2006 | Mark Knowles / Daniel Nestor         | Jonathan Erlich / Andy Ram           | 4–6, 6–4, 10–6                     |
| 2005 | Michaël Llodra / Fabrice Santoro     | Bob Bryan / Mike Bryan               | 7–5, 6–4                           |
| 2004 | Mahesh Bhupathi / Max Mirnyj         | Wayne Arthurs / Paul Hanley          | 1–6, 6–4, 7–6(1)                   |
| 2003 | Wayne Arthurs / Paul Hanley          | Michaël Llodra / Fabrice Santoro     | 7–5, 7–6(5)                        |
| 2002 | Martin Damm / Cyril Suk              | Wayne Black / Kevin Ullyett          | 7–5, 7–5                           |
| 2001 | Wayne Ferreira / Jevgenij Kafelnikov | Daniel Nestor / Sandon Stolle        | 6–4, 7–6(6)                        |
| 2000 | Martin Damm / Dominik Hrbatý         | Wayne Ferreira / Jevgenij Kafelnikov | 6–4, 4–6, 6–3                      |
| 1999 | Ellis Ferreira / Rick Leach          | David Adams / John-Laffnie De Jager  | 6–7, 6–1, 6–2                      |
| 1998 | Mahesh Bhupathi / Leander Paes       | Ellis Ferreira / Rick Leach          | 6–4, 4–6, 7–6                      |
| 1997 | Mark Knowles / Daniel Nestor         | Byron Black / Alex O'Brien           | 6–3, 4–6, 7–5                      |
| 1996 | Byron Black / Grant Connell          | Libor Pimek / Byron Talbot           | 6–2, 6–3                           |
| 1995 | Cyril Suk / Daniel Vacek             | Jan Apell / Jonas Björkman           | 6–3, 6–4                           |
| 1994 | Jevgenij Kafelnikov / David Rikl     | Wayne Ferreira / Javier Sánchez      | 6–1, 7–5                           |
| 1993 | Jacco Eltingh / Paul Haarhuis        | Wayne Ferreira / Mark Kratzmann      | 6–4, 7–6                           |
| 1992 | Jakob Hlasek / Marc Rosset           | Wayne Ferreira / Mark Kratzmann      | 6–4, 3–6, 6–1                      |
| 1991 | Omar Camporese / Goran Ivanišević    | Luke Jensen / Laurie Warder          | 6–2, 6–3                           |
| 1990 | Sergio Casal / Emilio Sánchez        | Jim Courier / Martin Davis           | 7–6, 7–5                           |
| 1989 | Jim Courier / Pete Sampras           | Danilo Marcelino / Mauro Menezes     | 6–4, 6–3                           |
| 1988 | Jorge Lozano / Todd Witsken          | Anders Järryd / Tomáš Šmíd           | 6–3, 6–3                           |
| 1987 | Guy Forget / Yannick Noah            | Miloslav Mečíř / Tomáš Šmíd          | 6–2, 6–7, 6–3                      |
| 1986 | Guy Forget / Yannick Noah            | Mark Edmondson / Sherwood Stewart    | 7–6, 6–2                           |
| 1985 | Anders Järryd / Mats Wilander        | Ken Flach / Robert Seguso            | 4–6, 6–3, 6–2                      |
| 1984 | Ken Flach / Robert Seguso            | John Alexander / Mike Leach          | 3–6, 6–3, 6–4                      |
| 1983 | Francisco González / Víctor Pecci    | Jan Gunnarsson / Mike Leach          | 6–4, 6–2                           |
| 1982 | Heinz Günthardt / Balázs Taróczy     | Wojtek Fibak / John Fitzgerald       | 6–4, 4–6, 6–3                      |
| 1981 | Hans Gildemeister / Andrés Gómez     | Bruce Manson / Tomáš Šmíd            | 7–5, 6–2                           |
| 1980 | Mark Edmondson / Kim Warwick         | Balázs Taróczy / Eliot Teltscher     | 7–6, 7–6                           |
| 1979 | Peter Fleming / Tomáš Šmíd           | José Luis Clerc / Ilie Năstase       | 4–6, 6–1, 7–5                      |
| 1978 | Victor Pecci / Belus Prajoux         | Jan Kodeš / Tomáš Šmíd               | 6–7, 7–6, 6–1                      |
| 1977 | Brian Gottfried / Raúl Ramírez       | Fred McNair / Sherwood Stewart       | 6–7, 7–6, 7–5                      |
| 1976 | Brian Gottfried / Raúl Ramírez       | Geoff Masters / John Newcombe        | 7–6, 5–7, 6–3, 3–6, 6–3            |
| 1975 | Brian Gottfried / Raúl Ramírez       | Jimmy Connors / Ilie Năstase         | 6–4, 7–6, 2–6, 6–1                 |
| 1974 | Brian Gottfried / Raúl Ramírez       | Juan Gisbert / Ilie Năstase          | 6–3, 6–2, 6–3                      |
| 1973 | John Newcombe / Tom Okker            | Ross Case / Geoff Masters            | 6–2, 6–3, 6–4                      |
| 1972 | Ilie Năstase / Ion Ţiriac            | Lew Hoad / Frew McMillan             | 3–6, 3–6, 6–4, 6–3, 5–3 (uppgivet) |
| 1971 | John Newcombe / Tony Roche           | Andrés Gimeno / Roger Taylor         | 6–4, 6–4                           |
| 1970 | Ilie Năstase / Ion Ţiriac            | William Bowrey / Owen Davidson       | 0–6, 10–8, 6–3, 6–8, 6–1           |

### Damdubbel
Sedan 1980:
| År   | Mästare                                   | Finalister                                         | Mästare               |
| ---- | ----------------------------------------- | -------------------------------------------------- | --------------------- |
| 2020 | Hsieh Su-wei Barbora Strýcová             | Anna-Lena Friedsam Raluca Olaru                    | 6–2, 6–2              |
| 2019 | Victoria Azarenka Ashleigh Barty          | Anna-Lena Grönefeld Demi Schuurs                   | 4–6, 6–0, [10–3]      |
| 2018 | Ashleigh Barty Demi Schuurs               | Andrea Sestini Hlaváčková Barbora Strýcová         | 6–3, 6–4              |
| 2017 | Martina Hingis Chan Yung-jan              | Ekaterina Makarova Elena Vesnina                   | 7–5, 7–6(7–4)         |
| 2016 | Martina Hingis Sania Mirza                | Ekaterina Makarova Elena Vesnina                   | 6–1, 6–7(5–7), [10–3] |
| 2015 | Tímea Babos Kristina Mladenovic           | Martina Hingis Sania Mirza                         | 6–4, 6–3              |
| 2014 | Květa Peschke Katarina Srebotnik          | Sara Errani Roberta Vinci                          | 4–0, uppgivet)        |
| 2013 | Hsieh Su-Wei Peng Shuai                   | Sara Errani Roberta Vinci                          | 4–6, 6–3, [10–8]      |
| 2012 | Sara Errani Roberta Vinci                 | Ekaterina Makarova Elena Vesnina                   | 6–2, 7-5              |
| 2011 | Peng Shuai Zheng Jie                      | Vania King Yaroslava Shvedova                      | 6–2, 6-3              |
| 2010 | Gisela Dulko Flavia Pennetta              | Nuria Llagostera Vives María José Martínez Sánchez | 6–4, 6–2              |
| 2009 | Hsieh Su-Wei Peng Shuai                   | Daniela Hantuchová Ai Sugiyama                     | 7–5, 7–6(7–5)         |
| 2008 | Chan Yung-jan / Chuang Chia-jung          | Iveta Benešová / Janette Husárová                  | 7–6(5), 6–3           |
| 2007 | Nathalie Dechy / Mara Santangelo          | Tathiana Garbin / Roberta Vinci                    | 6–4, 6–1              |
| 2006 | Daniela Hantuchová / Ai Sugiyama          | Květa Peschke / Francesca Schiavone                | 3–6, 6–3, 6–1         |
| 2005 | Cara Black / Liezel Huber                 | Maria Kirilenko / Anabel Medina Garrigues          | 6–0, 4–6, 6–1         |
| 2004 | Nadia Petrova / Meghann Shaughnessy       | Virginia Ruano Pascual / Paola Suárez              | 2–6, 6–3, 6–3         |
| 2003 | Svetlana Kuznetsova / Martina Navrátilová | Jelena Dokić / Nadia Petrova                       | 6–4, 5–7, 6–2         |
| 2002 | Virginia Ruano Pascual / Paola Suárez     | Conchita Martínez / Patricia Tarabini              | 6–3, 6–4              |
| 2001 | Cara Black / Jelena Lichovtseva           | Paola Suárez / Patricia Tarabini                   | 6–1, 6–1              |
| 2000 | Lisa Raymond / Rennae Stubbs              | Arantxa Sánchez-Vicario / Magüi Serna              | 6–3, 4–6, 6–2         |
| 1999 | Martina Hingis / Anna Kournikova          | Alexandra Fusai / Nathalie Tauziat                 | 6–2, 6–2              |
| 1998 | Virginia Ruano / Paola Suárez             | Amanda Coetzer / Arantxa Sánchez-Vicario           | 7–6(1), 6–4           |
| 1997 | Nicole Arendt / Manon Bollegraf           | Conchita Martínez / Patricia Tarabini              | 6–2, 6–4              |
| 1996 | Arantxa Sánchez Vicario / Irina Spîrlea   | Gigi Fernández / Martina Hingis                    | 6–4, 3–6, 6–3         |
| 1995 | Mary Joe Fernández / Natasha Zvereva      | Conchita Martínez / Patricia Tarabini              | 4–6, 7–6(3), 6–4      |
| 1994 | Mary Joe Fernández / Natasha Zvereva      | Gabriela Sabatini / Brenda Schultz-McCarthy        | 6–1, 6–3              |
| 1993 | Jana Novotná / Arantxa Sánchez Vicario    | Mary Joe Fernández / Zina Garrison-Jackson         | 6–4, 6–2              |
| 1992 | Monica Seles / Helena Suková              | Katerina Maleeva / Barbara Rittner                 | 6–1, 6–2              |
| 1991 | Jennifer Capriati / Monica Seles          | Nicole Bradtke / Elna Reinach                      | 7–5, 6–2              |
| 1990 | Helen Kelesi / Monica Seles               | Laura Garrone / Laura Golarsa                      | 6–3, 6–4              |
| 1989 | Elizabeth Smylie / Janine Thompson        | Manon Bollegraf / Mercedes Paz                     | 6–4, 6–3              |
| 1988 | Jana Novotná / Catherine Suire            | Jenny Byrne / Janine Thompson                      | 6–3, 4–6, 7–5         |
| 1987 | Martina Navrátilová / Gabriela Sabatini   | Claudia Kohde-Kilsch / Helena Suková               | 6–4, 6–1              |
| 1986 | spelades inte                             | spelades inte                                      | spelades inte         |
| 1985 | Sandra Cecchini / Raffaella Reggi         | Patrizia Murgo / Barbara Romanò                    | 6–1, 5–7, 7–5         |
| 1984 | Iva Budařová / Helena Suková              | Kathleen Horvath / Virginia Ruzici                 | 7–6(5), 1–6, 6–4      |
| 1983 | Virginia Ruzici / Virginia Wade           | Ivanna Madruga / Catherine Tanvier                 | 6–3, 2–6, 6–1         |
| 1982 | Kathleen Horvath / Yvonne Vermaak         | Billie Jean King / Ilana Kloss                     | 2–6, 6–4, 7–6         |
| 1981 | Candy Reynolds / Paula Smith              | Chris Evert-Lloyd / Virginia Ruzici                | 7–5, 6–1              |
| 1980 | Hana Mandlíková / Renáta Tomanová         | Ivanna Madruga / Adriana Villagran                 | 6–4, 6–4              |